# Coryphaenoides rudis
Coryphaenoides rudis är en fiskart som beskrevs av Günther, 1878. Coryphaenoides rudis ingår i släktet Coryphaenoides och familjen skolästfiskar. Inga underarter finns listade i Catalogue of Life.